# ジャンヌ・ダングレーム

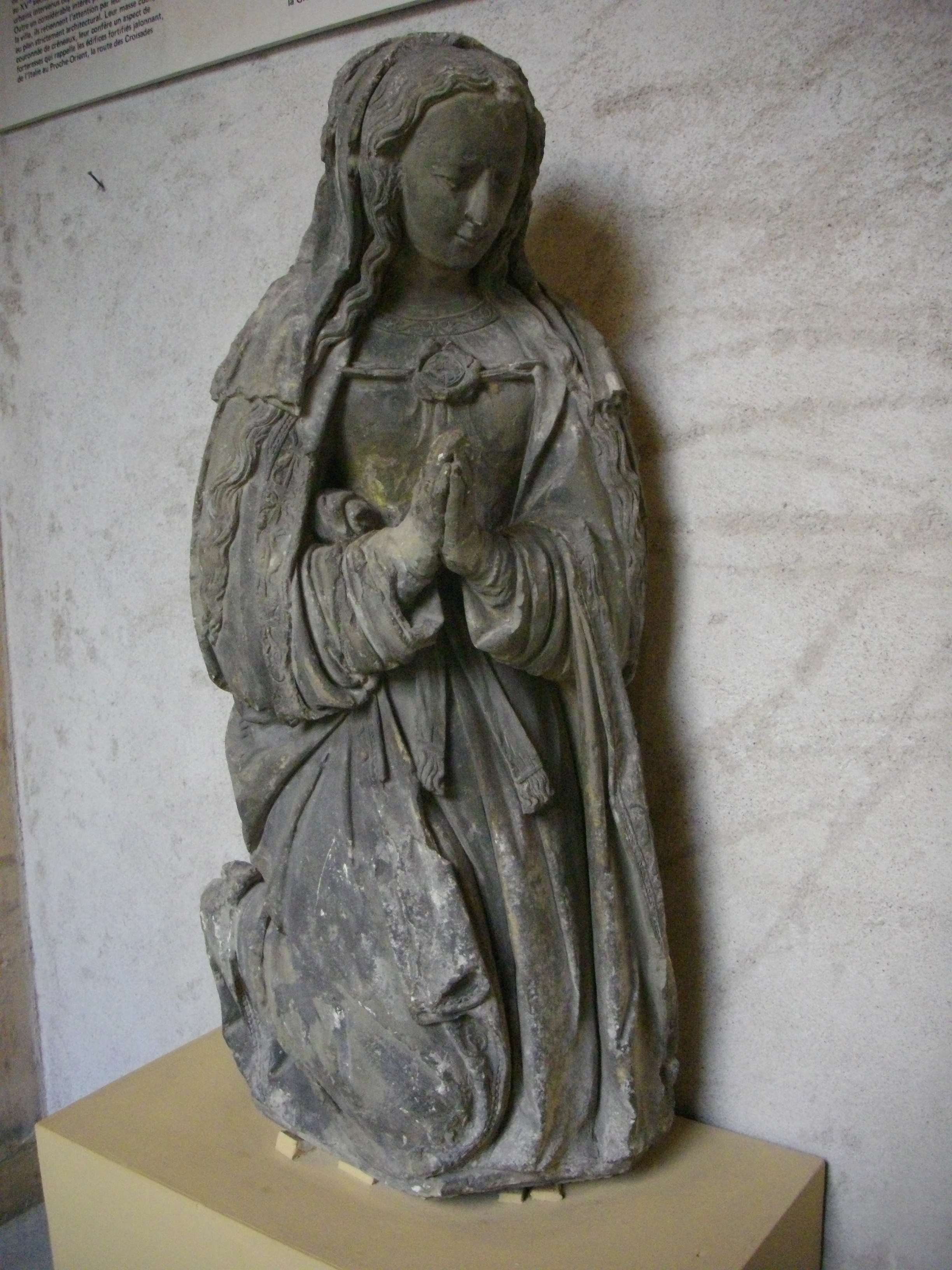
ジャンヌ・ダングレームのライムストーン製石像、メスのプティ・クレルヴォー修道院（Petit-Clairvaux）に長く所蔵され、現在は同市のラ・クール・ドール博物館に展示されている

ジャンヌ・ダングレーム（Jeanne d'Angoulême, 1490年頃 - 1531/1538年以後）は、ヴァロワ朝時代フランスの貴族女性。フランス王フランソワ1世及びナバラ王妃マルグリットの庶出の異母姉妹にあたる。

## 生涯
フランスの血統親王の1人でアングレーム伯のシャルル・ドルレアンと、その妾のアントワネット（またはジャンヌ）・ド・ポリニャックの間の私生児として生まれた。母はアングレーム伯家に仕えており、1488年に嫁いできた伯爵の若い妻ルイーズ・ド・サヴォワの侍女であり信任された相談相手であった。1496年のシャルルの死後も、母子は伯爵未亡人ルイーズにアングレーム伯家の家中に留まることを許された。1499年、ルイーズは国王ルイ12世の招きでコニャックの国王宮廷に家中の者を引き連れて移り住んだ。これは国王の推定相続人であったルイーズの息子フランソワを王位継承者として育てる計画があったためで、フランソワら嫡出子と一緒に育てられていたジャンヌら庶子も同行した。
ジャンヌの同父母妹マドレーヌはフォントヴロー修道院長になった 。父と別の妾との間に生まれた異母姉妹にスヴレーヌ・ドルレアン（1551年没）がいる。また母はコンブロンドの領主ベロー・ド・レスピナス（Béraud de L'Espinasse）と結婚して娘を1人儲けている。
1501年8月、ジャンヌは最初の結婚に先立ち、リヨンにてルイ12世の裁定によりアングレーム伯シャルルの子として認知され、準正された。同月、マリコルヌ（Malicorne）領主ジャン・オーバンと結婚するが、早くに死別する。その後、パニー男爵・ジェヴリー及びミルボー＝シュル＝ベーズ領主のジャン4世・ド・ロンウィと再婚する。2番目の夫とは1520年に死別するまでに、間に3人の娘をもうけた。
異母兄弟のフランソワ1世は1515年にフランス国王に即位した。1522年、王は異母姉のジャンヌに彼女自身の権利として（suo jure）バル＝シュル＝セーヌ女伯の爵位を授与した。1535年から1538年にかけ、ジャンヌはフランソワ1世の2人目の王妃エレオノール・ドートリシュの女官長を務めた。

## 子女
2番目の夫との間の3人の娘のうち、長女が夫の持つ称号と所領を相続した。ジャンヌ自身が得たバル＝シュル＝セーヌ女伯の称号と所領は次女が相続した。
- フランソワーズ・ド・ロンウィ（フランス語版）（1510年 - 1565年） - 1526年、海軍提督・ブリオン領主・シャルニー伯フィリップ・シャボー（英語版）と結婚[3]。死別後の1545年、レ・カール領主ジャック・ド・ペルス・デ・カールと再婚
- ジャクリーヌ・ド・ロンウィ（1520年 - 1561年） - 1538年、モンパンシエ公ルイ3世と結婚[6]
- クロード＝ルイーズ・ド・ロンウィ（? - 1559年） - ジュアール修道院（英語版）長（在任1543年 - 1559年）

## 引用・脚注
1. ↑  Knecht 1982, p. 1.
2. 1 2  Knecht 1982, p. 2.
3. 1 2  Potter 2004, p. 65.
4. ↑  Knecht 1982, p. 16, 465.
5. ↑  Aline Roche, "Une perle de pris" : la maison de la reine Eléonore d’Autriche, Paris, Cour de France.fr, 2010. Article inédit publié en ligne le 1er octobre 2010 (http://cour-de-france.fr/article1646.html).
6. ↑  Couchman 1997, p. 104.